# Ralph Hodgson
Ralph Hodgson, född 9 september 1871, död 3 november 1962, var en brittisk poet.
Trots sin sparsamma produktion hörde han till de mera betydande peoterna inom The Georgian school. Hans diktning går ofta i moll, och dess grundton är medlidandet. Bland hans verk märks The last blackbird (1907), Eve, and other poems (1913), samt Poems (1917).